# Ulsan Hyundai Mipo Dockyard Dolphin FC
Ulsan Hyundai Mipo Dockyard Dolphin FC é um clube da Segunda Divisão, conhecida como Korea National League, do futebol sul-coreano.

## Títulos

### Profissionais
- Korea National League: 2007, 2008, 2011, 2013 e 2014 [1]
- Korea National League Championship: 2004 e 2011 [1]

### Amadores
- President's Cup: 2005 e 2008 [1]
- Amateur Football Championship: 2000[1]